# Strawberry (Marin County, Kalifornien)
Strawberry ist ein census-designated place (CDP) in Marin County im US-Bundesstaat Kalifornien mit 5447 Einwohnern (Stand: 2020). Es teilt den Schulbezirk und die Postleitzahl mit Mill Valley und wird von diesem durch den Highway 101 getrennt. Strawberry liegt rund 16 Kilometer nördlich von San Francisco und ist im Süden von der Richardson Bay und dem Pickleweed Inlet umgeben. Bei den Bewohnern des Ortes handelt es sich vorwiegend um Berufspendler, die in der Metropolregion San Francisco Bay Area arbeiten. International bekannt wurde Strawberry, als es im Jahr 1946 als möglicher Ort für den Hauptsitz der Vereinten Nationen im Gespräch war.

## Bevölkerung
Beim United States Census 2010, einer Volkszählung zum Stichtag 1. April 2010, wurden 5393 Einwohner ermittelt. Größte Bevölkerungsgruppe sind die Weißen mit einem Anteil von 76,1 %. Hinzu kommen 10,9 % Asiaten, 6,5 % Hispanics oder Latinos, 4,3 % Mischlinge und 2,1 % Afroamerikaner.
Diese verteilen sich auf 2510 Haushalte und 1307 Familien. Von den Haushalten weisen 25,5 % Kinder im Alter von unter 18 Jahren auf. 41,0 % der Haushalte bestehen aus verheirateten Paaren unterschiedlichen Geschlechts, 8,0 % bestehen aus alleinstehenden Frauen und 3,1 % aus alleinstehenden Männern. 4,6 % der Haushalte bestehen aus nicht verheirateten Paaren unterschiedlichen Geschlechts und 0,8 % aus gleichgeschlechtlichen Paaren.

## Verwaltung
Als nicht eingemeindeter census-designated place werden die meisten Verwaltungsaufgaben für Strawberry von Marin County übernommen. Strawberry gehört zum 3. Supervisorial District des Countys und wird von Supervisor Kathrin Sears vertreten.
Einige der Dienstleistungen – wie etwa die Müllabfuhr, die Sammlung von Recyclingmaterialien sowie der Unterhalt von Freizeiteinrichtungen – werden von dem Strawberry Recreation District, einer Art Zweckverband, übernommen. Die Grenzen dieses special-purpose districts entsprechen nicht genau jenen des census-designated places Strawberry.
Strawberry verfügt über dieselbe Postleitzahl (94941) wie Mill Valley; Adressen in Strawberry werden deshalb als „Mill Valley“ angegeben. Mehrere Versuche, Strawberry nach Tiburon einzugemeinden, wurden von den Bewohnern von Strawberry per Abstimmung abgelehnt.

## Ansichten

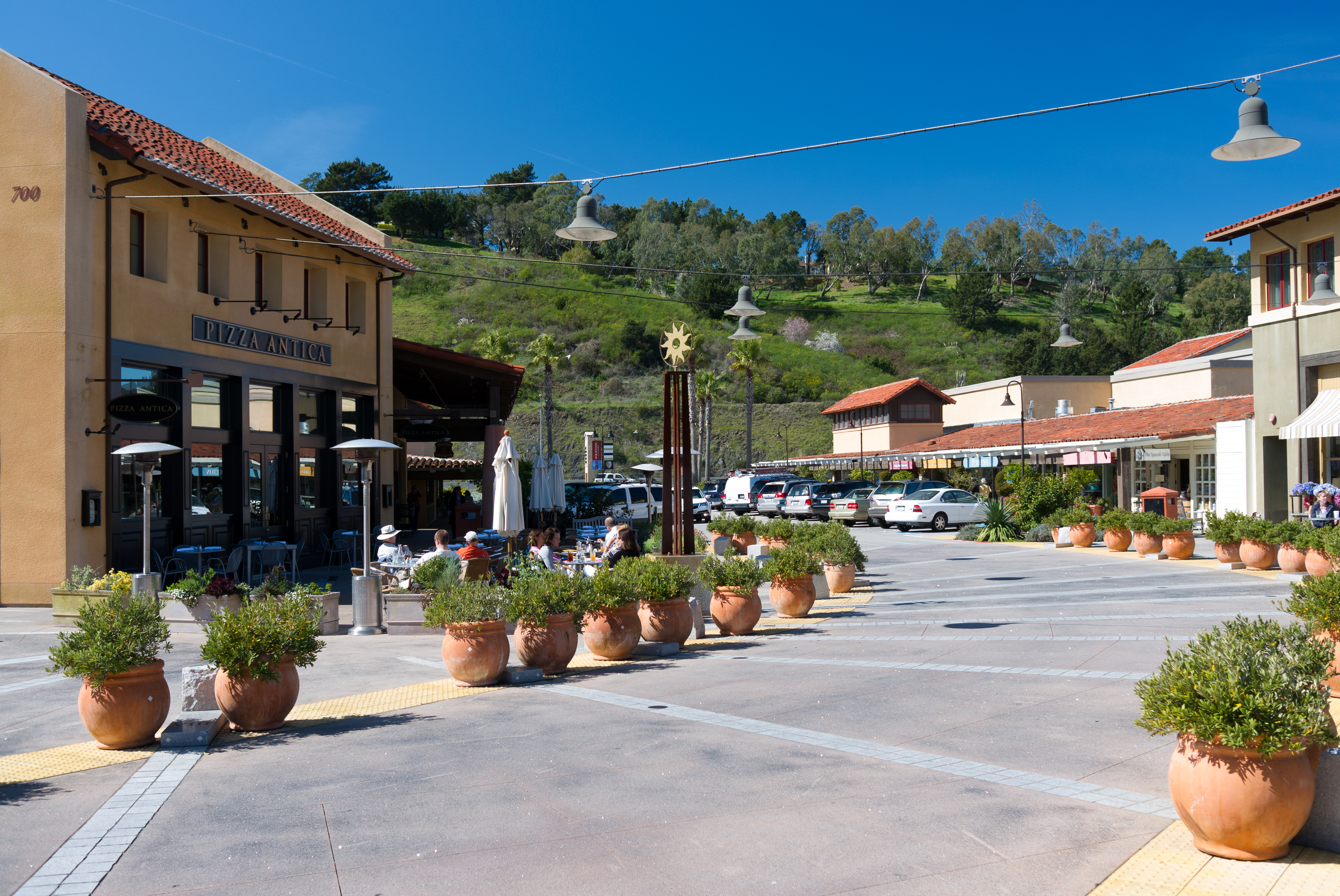
Strawberry Village Shopping Center, das direkt am Highway 101 liegt.
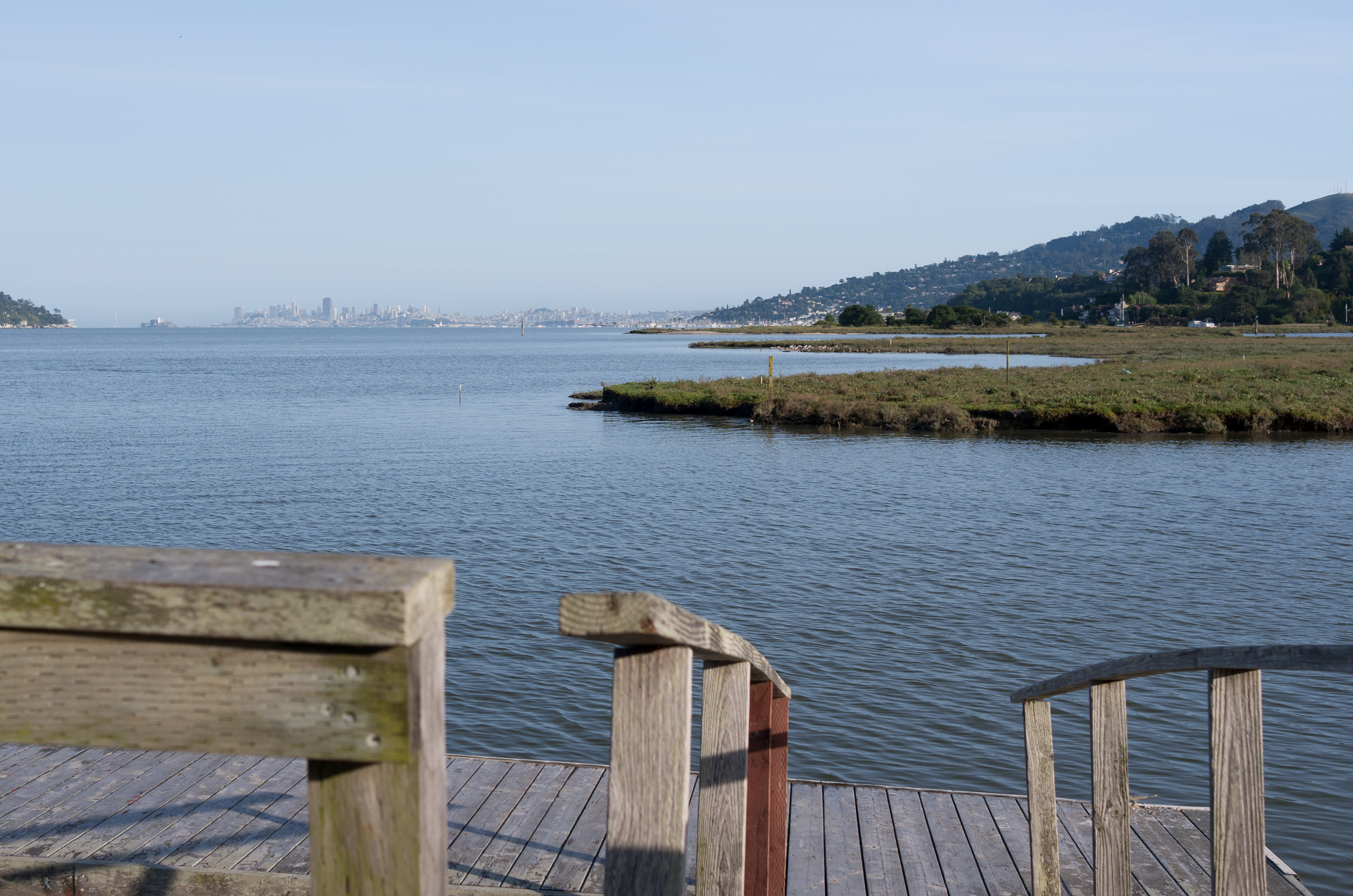
Blick von Strawberry über die Richardson Bay nach Süden. Im Hintergrund die Skyline von San Francisco.